# Frank Kelly (Schauspieler)
Frank Kelly (* 28. Dezember 1938 in Blackrock, County Dublin als Francis O’Kelly; † 28. Februar 2016 ebenda) war ein irischer Schauspieler.

## Leben
Frank Kelly war eines von sechs Kindern des Ehepaars Charles E. Kelly und Cathleen Kelly. Sein Vater war ein Cartoonist und Gründer der Satirezeitung Dublin Opinion. Frank Kelly studierte Rechtswissenschaft am University College Dublin und war dort im Studententheater aktiv. Ab Anfang der 1960er Jahre arbeitete er als Journalist für die Irish Press, den Irish Independent und die Fernsehzeitschrift RTÉ Guide. Er arbeitete auch als Schreiber für die Komiker Jack Cruise, Cecil Sheridan und Jimmy O’Dea.
Seine erste Filmrolle bekam Kelly 1969 in Charlie staubt Millionen ab (The Italian Job) als Gefängniswärter. Mit der Arbeit für die RTÉ-Sendung Newsbeat begann seine Arbeit im Fernsehen. Von 1970 bis 1982 trat er in der Nachrichten- und Satirereihe Hall’s Pictorial Weekly auf. Im Radio arbeitete er für die Glen Abbey Radio Show. Er trat auch in der Kinderserie Wanderly Wagon auf, für die er auch Drehbücher schrieb. Sein von ihm geschaffener Charakter Gobnait O’Lunacy veröffentlichte 1984 eine Single unter dem Titel Christmas Countdown, die Platz 26 in den britischen Charts erreichte und ihm einen Auftritt in Top of the Pops ermöglichte.
Kelly wurde in Irland und Großbritannien insbesondere durch seine Rolle als Father Jack Hackett in der von 1995 bis 1998 laufenden Fernsehserie Father Ted bekannt; sein dortiger Ausruf „Drink! Girls! Arse! Feck!“ beschreibt recht gut den Rollencharakter. Diese Figur brachte ihm nach einem Vierteljahrhundert oft kleiner Film- und Fernsehauftritte den Durchbruch. Anschließend übernahm er Kinorollen in den Filmen Rat (2000), Evelyn (2002) und Mrs. Brown’s Boys D’Movie (2014). Er trat außerdem in dem Fernsehfilm Doppelspitze (The Deal) und der Seifenoper Emmerdale auf.
Frank Kelly wurde wegen Darmkrebs und Hautkrebs behandelt. 2015 gab er bekannt, dass er an Parkinson erkrankt sei, und er starb ein Jahr später. Er war seit 1964 mit der Schauspiellehrerin Bairbre Neldon verheiratet. Das Ehepaar bekam zwei Söhne und fünf Töchter.

## Filmografie (Auswahl)
- 1967: It's Too Late - We're On! (Fernseh-Miniserie)
- 1969: Charlie staubt Millionen ab (The Italian Job)
- 1978: Teems of Times (Fernsehserie, 4 Folgen)
- 1984: Remington Steele (Fernsehserie, Folge Steele Your Heart Away)
- 1988: Ein Mann wie Taffin (Taffin)
- 1991: Hear My Song
- 1994: Krieg der Knöpfe (War of the Buttons)
- 1995–1998: Father Ted (Fernsehserie, 25 Folgen)
- 1998: Soft Sand, Blue Sea
- 2000: Rat
- 2002: Evelyn
- 2003: Doppelspitze (The Deal, Fernsehfilm)
- 2003: Cowboys & Angels
- 2005: Turning Green
- 2007: Waiting for Dublin
- 2007: The Running Mate (Fernseh-Miniserie, 4 Folgen)
- 2010–2011: Emmerdale Farm (Fernsehserie, 41 Folgen)
- 2014: Mrs. Brown's Boys D'Movie
- 2015: 69 and Dead (Kurzfilm)